# Domenico Gabrielli
Domenico Gabrielli, italijanski baročni skladatelj in violončelist, * 15. april 1651, Bologna, † 10. julij 1690, Bologna.